# Young America-Bewegung

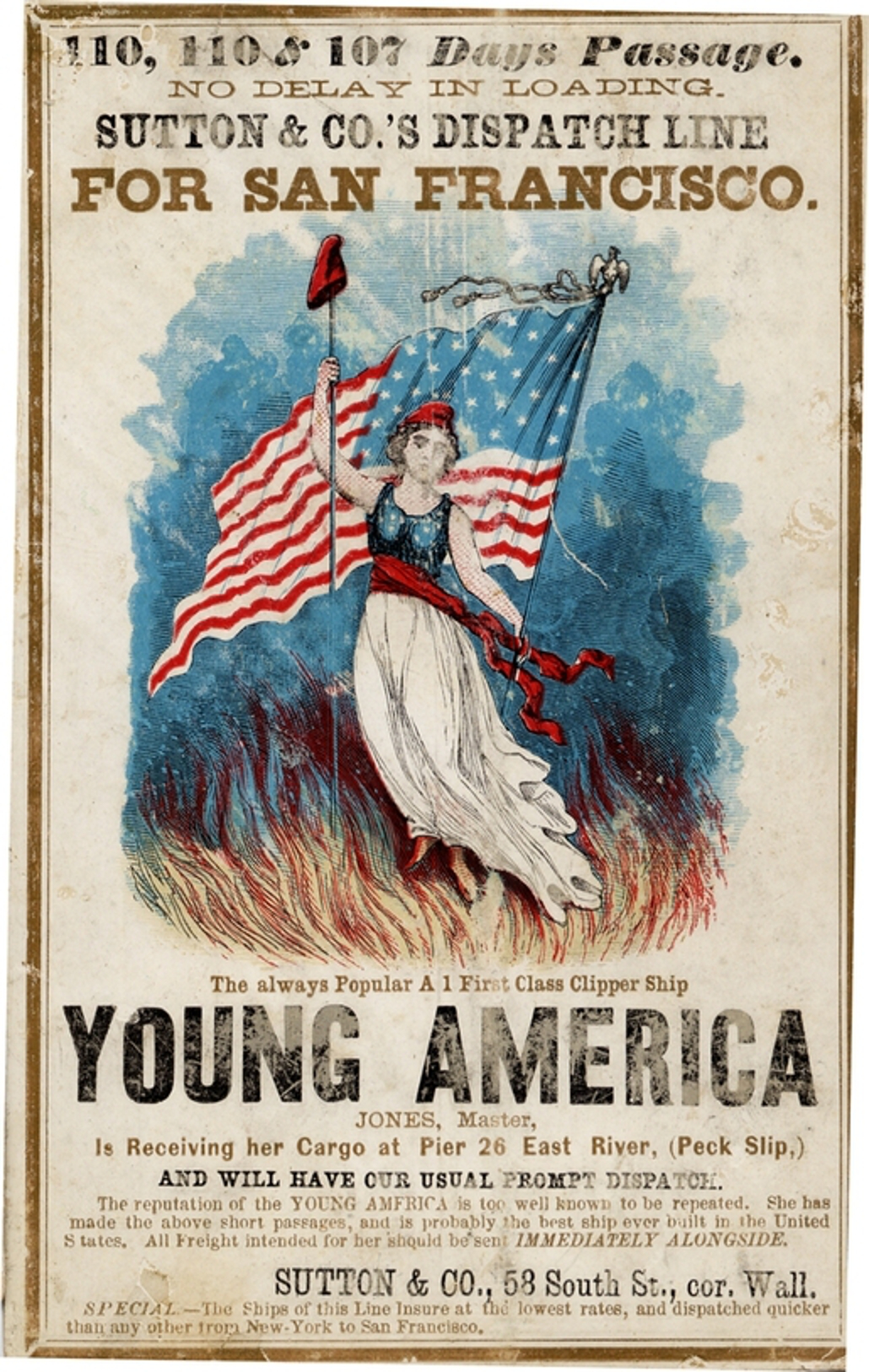
Werbung für das Klipperschiff Young America

Die Young America-Bewegung (englisch: Young America Movement) war eine US-amerikanische politische, kulturelle und literarische Bewegung in der Mitte des 19. Jahrhunderts. Inspiriert von europäischen Reformbewegungen der 1830er Jahre (wie Junges Deutschland, Junges Italien und Jungehegelianer) wurde die amerikanische Gruppe 1845 von Edwin de Leon und George Henry Evans als politische Organisation gegründet. Sie befürwortete Freihandel, soziale Reformen, die amerikanische Expansion nach Westen und Süden (Manifest Destiny) und die Unterstützung republikanischer, anti-aristokratischer Bewegungen im Ausland. Die Bewegung inspirierte auch das Streben nach selbstbewusster „amerikanischer“ Literatur bei Schriftstellern wie Nathaniel Hawthorne, Herman Melville und Walt Whitman. Im Gegensatz zu Europa gab es in Amerika kein aristokratisches System und keinen Adel, an dem sich das junge Amerika orientieren konnte.
John L. O’Sullivan beschrieb den allgemeinen Zweck der Young America Movement in einem Leitartikel für die Democratic Review aus dem Jahr 1837:

Die gesamte Geschichte muss neu geschrieben werden; Die Politikwissenschaft und der gesamte Umfang aller moralischen Wahrheiten müssen im Lichte des demokratischen Prinzips betrachtet und veranschaulicht werden. Alle alten Denkgegenstände und alle neuen Fragen, die mehr oder weniger direkt mit der menschlichen Existenz zusammenhängen, müssen wieder aufgegriffen und überprüft werden.
Der Historiker Edward L. Widmer stellt O’Sullivan und die Democratic Review in New York City in den Mittelpunkt der Young America-Bewegung. In diesem Sinne kann man die Bewegung als vorwiegend städtische und bürgerliche Bewegung bezeichnen, wobei jedoch ein starker Schwerpunkt auf gesellschaftspolitischen Reformen für alle Amerikaner liegt, insbesondere angesichts der steigenden europäischen Einwandererbevölkerung (insbesondere irischer Katholiken) in New York in den 1840er Jahren. In den 1850er Jahren wurde die Bewegung zu einer Fraktion der Demokratischen Partei. US-Senator Stephen A. Douglas förderte ein nationalistisches Programm in einem erfolglosen Versuch, die Meinungsverschiedenheiten zwischen den Fraktionen zu überbrücken, seine Kandidaturen als Präsidentschaftskandidat der Demokraten scheiterten allerdings 1852 und 1856. Der folgende Zusammenbruch der Bewegung hinterließ bei vielen ihrer Anhänger Entmutigung und Desillusionierung. Teile der Bewegung schlossen sich später der abolitionistischen Republikanischen Partei an.

## Politik

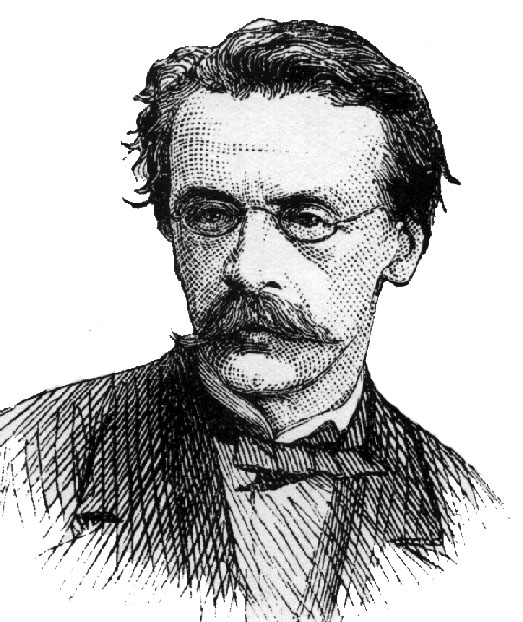
John O’Sullivan (1874)

Der Historiker Yonatan Eyal argumentiert, dass die 1840er und 1850er Jahre die Blütezeit der Fraktion junger Demokraten waren, die sich „Junges Amerika“ nannte. Angeführt von Stephen Douglas, James K. Polk und Franklin Pierce sowie dem New Yorker Finanzier August Belmont brach diese Fraktion mit den Orthodoxien der Vergangenheit und befürwortete Handel, Technologie, staatliche Regulierung, Reform und Internationalismus.
In der Wirtschaftspolitik erkannte die Bewegung die Notwendigkeit einer modernen Infrastruktur bestehend aus Eisenbahnen, Kanälen, Telegraphen und Häfen. Sie befürworteten die „Marktrevolution“ und förderten den Kapitalismus. Sie setzten sich für regionale Entwicklung ein und forderten Landzuschüsse des Kongresses an die Bundesstaaten. Young America behauptete, dass die Modernisierung die landwirtschaftliche Vision der Jeffersonschen Demokratie aufrechterhalten würde, indem sie es den Freibauern ermöglichen würde, ihre Produkte zu verkaufen und so wirtschaftlich zu prosperieren. Sie verknüpften wirtschaftlichen Aufschwung mit dem Freihandel und akzeptierten gleichzeitig moderate Zölle als notwendige Einnahmequelle des Staates. Sie unterstützten ein unabhängiges Finanzministerium (die Alternative zur Second Bank of the United States), nicht als Plan, die Sonderprivilegien der Geldelite abzuschaffen, sondern als Mittel zur Verbreitung von Wohlstand für alle Amerikaner.
Der Niedergang der Bewegung im Jahr 1856 war auf Douglas‘ Scheitern, die Präsidentschaftskandidatur der Demokraten zu gewinnen, auf die Unfähigkeit, sich mit der Frage der Sklaverei auseinanderzusetzen, sowie auf zunehmenden Isolationismus und Reformverdrossenheit in Amerika zurückzuführen.

### Manifest Destiny
Als O’Sullivan 1845 in einem Artikel für die Democratic Review den Begriff „Manifest Destiny“ prägte, hatte er nicht unbedingt die Absicht, dass sich die amerikanische Demokratie gewaltsam über den Kontinent ausbreitete. O’Sullivan war der Meinung, dass die amerikanische „Demokratie expandieren müsse, um ihren ideologischen Gegner (Aristokratie) einzudämmen“. Tatsächlich sollte sich das amerikanische demokratische Prinzip aufgrund seiner selbstverständlichen Vorzüge verbreiten. Der amerikanische Exzeptionalismus, der oft mit O’Sullivans „Manifest Destiny“ verbunden wird, war eine Verzerrung der ursprünglichen Idee der 1850er Jahre, und geht auf „Young America II“ zurück.

### Hudson River School

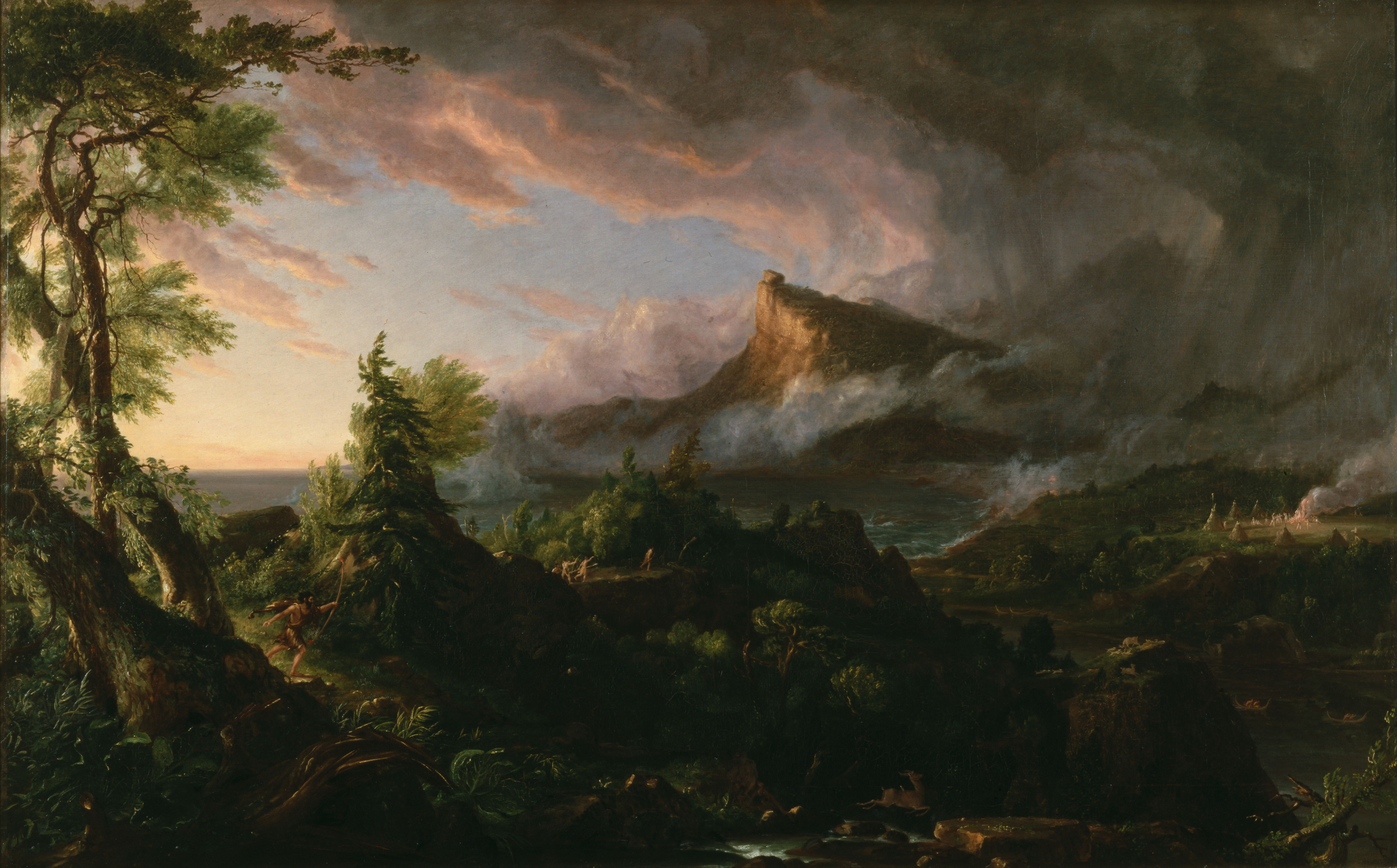
The Course of Empire: The Savage State, Gemälde von Thomas Cole von 1836

Neben der Literatur gab es auch eine Künstlergruppe, die mit der Young-America-Bewegung verbunden war. In den 1820er und 1830er Jahren traten amerikanische Künstler wie Asher B. Durand und Thomas Cole hervor. Sie waren stark von der Romantik beeinflusst, was zu zahlreichen Gemälden von natürlichen Landschaften führte. Aber es war William Sidney Mount, der Verbindungen zu den Autoren der Democratic Review hatte. Und als Teil der Hudson River School versuchte er, die Kunst zur Förderung des amerikanischen demokratischen Prinzips einzusetzen. O’Sullivans Mitarbeiter bei der Review, E. A. Duyckinck, war besonders daran interessiert, „eine ergänzende künstlerische Bewegung ins Leben zu rufen“, die das junge Amerika ergänzte.

## Young America II
Ende 1851 wurde die Democratic Review von George Nicholas Sanders übernommen. Ähnlich wie O’Sullivan glaubte Sanders an den inhärenten Wert einer literarisch-politischen Bewegung, in der Literatur und Politik kombiniert und als Instrument für gesellschaftspolitischen Fortschritt genutzt werden könnten. Obwohl er „O’Sullivan als Redakteur zurückholte“, wurde der Ton der Zeitschrift unter Sanders deutlich schriller und jingoistischer. Sogar der demokratische Abgeordnete John C. Breckinridge bemerkte 1852:

Die Democratic Review war bisher keine parteiische Zeitung, sondern eine Zeitschrift, die die gesamte Demokratische Partei repräsentieren sollte ... Ich habe kürzlich eine sehr große Veränderung beobachtet.

Der Ton- und Parteiwechsel in der Democratic Review, auf den sich Breckinridge bezog, war größtenteils eine Reaktion der zunehmend gespaltenen Demokratischen Partei auf das Wachstum der Free Soil-Bewegung, die drohte, jeden verbliebenen Anschein demokratischer Einheit aufzulösen.
Mitte der 1850er Jahre hatten sich Free Soil-Demokraten (diejenigen, die David Wilmot und seinem Proviso folgten) und Anti-Sklaverei-Whigs zur Republikanischen Partei zusammengeschlossen. Die New Yorker Demokraten des jungen Amerikas, die gegen die Sklaverei waren, sahen eine Gelegenheit, ihre abolitionistischen Gefühle zum Ausdruck zu bringen. Infolgedessen begann Horace Greeleys New York Tribune, die Democratic Review als zentrales Medium für die sich ständig weiterentwickelnde Politik des jungen Amerikas zu ersetzen. Tatsächlich wurde Greeley's Tribune nicht nur zu einem wichtigen Befürworter der Abschaffung der Sklaverei, sondern auch für Land- und Arbeitsreformen.